# Giuseppe Dardani
Pour les articles homonymes, voir Dardani (homonymie).
Giuseppe Dardani, né à Bologne en 1693 et mort dans la même ville le 16 février 1753, est un peintre baroque italien. Le style de la famille Dardani s'est distingué dans l'art bolonais.

## Biographie
Giuseppe Dardani naît à Bologne en 1693, de Francesco Dardani et de Domenica Zanotti,. Ayant appris les bases de l'art de son frère Antonio, il aurait été élève du peintre Domenico Maria Viani, fils de Giovanni Maria Viani,. Il prend un grand intérêt à étudier les œuvres de Nunzio Ferraiuoli, peintre bolonais venu de Naples. Selon Oretti, Giuseppe est invité à Bastia par l'évêque de Mariana Andrea della Rocca pour décorer le palais de l'évêché. Il y reste pendant 17 mois, et peint des vues de la ville dans son temps libre, qui vont inspirer son art une fois retourné en Italie. 
De retour à Bologne, Dardani reçoit de nombreuses commandes pour décorer des bâtiments religieux.
Il meurt à Bologne en 1753 à l'âge de 60 ans. Marié à Teodora Merelli, il a eu deux fils, Paolo et Pietro, tous deux devenus peintres. Son frère aîné Antonio est lui aussi devenu artiste et a eu un fils devenu sculpteur.

## Œuvres
Après sa mort, presque aucune œuvre ne subsiste qui peut être attribuée avec certitude à lui. Il a réalisé de nombreuses études de paysages corses, qu'Oretti aurait vues dans la maison de Giovanni Battista Facci. 
Il peint en 1738 une scène de boisés (boschereccia) dans le théâtre communal de Medicina avec les peintres Pietro Scandellari et Giovanni Antonio Bettini. 
Parmi ses réalisations religieuses, on compte des paysages et des scènes de la vie de saint Pierre dans la chapelle San Pietro Martire (Basilique San Petronio de Bologne), les murs de l'église San Girolamo di Miramonte et le dôme de la chapelle della Annunziata. Il aurait aussi réalisé des tapisseries dans un palais à Crema. Giuseppe a aussi décoré la chapelle Bolognini (Basilique San Petronio), dans les parties autour des peintures d'Alessandro Tiarini.